# Andechs-Meranski
Andechs-Merani je obitelj njemačkih knezova iz 12. i 13. stoljeća. Knezovi Andech (~ 1100. – 1180.) dobivaju prostore u sjevernoj Dalmaciji na obali Jadranskog mora, gdje su postali markgrofovi Istre i naposljetku knezova kratkotrajne carske države pod nazivom Meranija 1180. – 1248.

## Povijest
Plemićka obitelj koja je izvorno živjela u jugozapadnoj Bavarskoj u dvorcu Ambras u blizini Innsbrucka. 1173.godine je velikaška obitelj Andechs pripojila je Istru svojemu Meranskom vojvodstvu. Do prekretnice u raspolaganju markgrofovijom kao obiteljskom baštinom Andechs-Meranskih došlo je 1209. Car Oton IV. predao ju je na upravu akvilejskom patrijarhu Volfgeru, nakon što je Henrik IV. Andechs (kao jedan od osumnjičenika za umorstvo cara Filipa Švapskog osuđen na zasjedanju njemačkih staleža u Frankfurtu (1208.) i kažnjen gubitkom svih gospoštija i državnih lena, pa tako i Istarske markgrofovije. S obzirom na položaj novih markgrofova, koji kao crkveni velikodostojnici nisu mogli neposredno djelovati na vojnom planu, čelništvo je gradskih zajednica Istre nastojalo uz pomoć Venecije izboriti punu komunalnu autonomiju. Takav je razvoj događaja doveo do odlučna protuudara istarskih markgrofova / akvilejskih patrijarha. No markgrofovi su se morali oslanjati na pomoć svojih advokata – pripadnika moćnih plemenitih obitelji, koje su u takvim službama vidjele prigodu za ostvarivanje vlastitih interesa. U takvom su okružju gradske zajednice postale predmetom spora Mletaka, istarskih markgrofova i velikaških obitelji Istre, koji je završio predajom gotovo svih znamenitijih gradova zapadne Istre Mlečanima (Poreč 1267., Umag 1269., Novigrad 1270., Sveti Lovreč 1271., Kopar 1279. te Piran i Rovinj 1283). 
Porodica Andechs je imala veliko krvno srodstvo s mnogim utjecajnim kraljevskim i plemićkim porodicama diljem Europe.

## Kraljice iz porodice Andechs
- Agneza Meranska - Francuska kraljica žena kralja Filipa II.
- Gertrude Meranska - Hrvatsko-ugarska kraljica, žena kralja Andrije II. i majka Bele IV.

## Popis istarskih markgrofova porodice Andechs
- Bertold I. Andechs vojvoda istarski (1173. – 1188.)
- Bertold II. Andechs, vojvoda meranski (1188. – 1204.)
- Henrik II. Andechs, vojvoda istarski (1204. – 1228.)
- Oton I. Andechs, vojvoda meranski (1228. – 1234.)
- Oton II. Andechs, vojvoda meranski (1234. – 1248.)

## Hrvatski ban iz porodice Andechs
Bertold VII. Andechs-Meranski, istarski markgrof, kaločkoi nadbiskup (1206.), hrvatski ban (1209.)-(1211.), erdeljski vojvoda (1212.), akvilejski patrijarh 1218.